# Кірсті Балфор
Кірсті Балфор (англ. Kirsty Balfour, 21 лютого 1984) — британська плавчиня.
Учасниця Олімпійських Ігор 2004, 2008 років.
Призерка Чемпіонату світу з водних видів спорту 2007 року.
Чемпіонка Європи з водних видів спорту 2006 року.
Чемпіонка Європи з плавання на короткій воді 2006 року.
Призерка Ігор Співдружності 2006 року.